# Semaeopus simplex
Semaeopus simplex là một loài bướm đêm trong họ Geometridae.